# 本宮佳奈
本宮佳奈（日语：／ Motomiya Kana，1992年5月26日—）是埼玉縣出身的日本女性聲優，Just Production所屬。

## 演出作品
粗體字為主要角色。

### 電視動畫
2017年
- 動物朋友（耳廓狐[3]、小食蟻獸）

2019年
- 動物朋友2（大犰狳、耳廓狐）
- 一拳超人2（女性市民C）
- 名侦探柯南（兔女郎）

2020年
- 科學超電磁砲T（敵高男子）
- BanG Dream! 3rd Season（上級生）
- 闇影詩章（觀眾）
- Love Live! 虹咲學園學園偶像同好會（紫藤美咲）

2021年
- BLUE REFLECTION RAY/澪（少女）
- 魔法科高中的優等生（女學生）
- 蠟筆小新（大姐姐A）

2022年
- 境界戰機（難民）

### 遊戲
2016年
- 幻獸姬（齊格菲、星塵龍、沼河比賣）
- 幻獸契約Cryptract（安梅莉[4]）

### 電視節目
- MUSIC STATION（朝日電視台，2017年4月14日）[5]

### 舞台
- 動物朋友（2017年6月14日－18日）[6]

### 其他
2014年
- COSMIC@LIVE（櫻之宮羽純[1]）

2016年
- 溫泉女孩（有馬輪花[7]）

## 外部連結
- 事務所官方簡介（日語）
- 本宮佳奈的X（前Twitter）（日語）